# Camp de réfugiés de Qaddura
Le camp de réfugiés de Qaddura, en arabe : مخيّم قدورة, est un camp de réfugiés palestiniens établi en 1948. Il est situé juste à l'extérieur du centre-ville de Ramallah, dans le centre de la Cisjordanie.
Selon le recensement du bureau central palestinien des statistiques, le camp compte une population de 924 habitants en 2017.